# Nicholas Soames
Pour les articles homonymes, voir Soames.
Arthur Nicholas Winston Soames, Baron Soames de Fletching, né le 12 février 1948 à Croydon, connu sous le nom de Nicholas Soames est un homme politique britannique membre du Parti conservateur. Ses domaines de prédilections sont la défense, les relations internationales, l’environnement et l'industrie.
Il est le fils de Christopher et Mary Churchill, neveu de Robert Baden-Powell et de sa femme, Olave et petit-fils de Winston Churchill. Il se marie deux fois : de 1981 à 1988 avec Catherine Weatherall, puis en 1993 avec Serena Smith.

## Éducation et carrière militaire
Il étudie d'abord à St. Aubyns Preparatory School, puis à Eton College. Plus tard, il intègre Mons Officer Cadet School. Il sert dans le 11th Hussars en Allemagne de l'Ouest.

## Carrière professionnelle
En 1972, il travaille comme agent de change. En 1974, il devient l'assistant de James Goldsmith puis, en 1976, de Mark Hatfield.
En 1978, il quitte son service pour devenir directeur de Bland Welch, Lloyds Brokers. Entre 1979 et 1981, il est l'assistant du directeur du groupe Sedgwick.

## Carrière parlementaire
Nicholas Soames est député depuis les élections législatives de 1983. Il représente la circonscription de Crawley. Depuis 1997, il est député pour la circonscription de Mid Sussex.
Entre 1992 et 1994, il fut secrétaire parlementaire pour le MAFF puis travailla au ministère de la Défense sous John Major (1994-1997). Entre 2003 et 2005, il est membre du cabinet fantôme en tant que secrétaire d'État à la Défense.
Il fait partie des 21 députés conservateurs exclus du parti le 4 septembre 2019 pour avoir voté contre le Premier ministre Boris Johnson. Le 29 octobre, il est réintégré au sein du parti après avoir annoncé qu'il ne se représenterait pas aux prochaines élections. Le 28 octobre 2022, il entre à la Chambre des lords.